# 陳國鑰
陳國鑰（？—？），福建建宁府甌寧縣人。

## 生平
万历四十三年（1615年）乙卯科福建乡试举人，春秋房，四十七年（1619年）己未科進士，通政司觀政，四十八年授户部主事，天啓三年（1623年）升四川司员外郎、郎中，丁憂。六年（1626年）復除浙江司郎中，本年升任杭州府知府，次年丁憂去职。

## 家族
曾祖陳棨，贈推官。祖父陳應熙，萬曆丁丑進士，官户部员外郎。父陈于墀，貢生，赠杭州知府。